# Ernst Huber (Topograph)
Ernst Jakob Huber (* 10. Juni 1916 in Frauenfeld; † 4. Februar 2003 in Küssnacht; heimatberechtigt in Frauenfeld und Niederwil TG) war ein Schweizer Topograph, der für seine Teilnahme an der Schweizer Himalaya-Expedition von 1939 bekannt wurde. Er wurde auch als Himalaya-Huber bezeichnet. Er spielte eine entscheidende Rolle bei den photogrammetrischen Auswertungen und bei der Erstellung von Karten der Garhwal-Region und war Erstbesteiger des Rataban.
Er ist nicht zu verwechseln mit dem gleichnamigen, in Ringgenberg heimatberechtigten Vermessungsingenieur Ernst Huber.

## Leben
Ernst Huber war der Sohn von Ernst Alfred Huber, Telegraphist
und der Maria, geborene Thöny von Chur, und hatte eine Schwester.
Er war mit Anna Gertrud Elisabeth Wicki verheiratet
und war Vater von vier Kindern.
Huber wuchs in Bern und Zürich auf. In seiner Kindheit machte er Ferien bei seinen Grosseltern. In Frauenfeld begann er, Musik zu machen, bei den Besuchen im Bündnerland erwachte seine Liebe zu den Bergen.
Er besuchte die 1.–4. Primarklasse und anschliessend zwei Jahre Progymnasium in Bern.
Dann folgten zwei Jahre Sekundarschule und 4 1⁄2 Jahre Oberrealschule in Zürich bis zur Maturität 1935. Er studierte an der Eidgenössischen Technischen Hochschule in Zürich, unter anderem Photogrammetrie bei Max Zeller, zudem arbeitete er an den Reliefs des Bietschhorn
und der Windgälle
mit.
Er schloss 1939 als Vermessungsingenieur ab.

## Himalaya-Expedition 1939

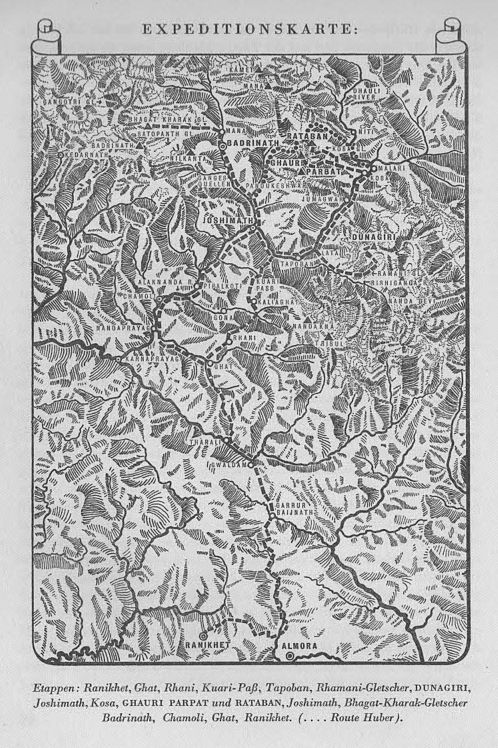
Expeditionskarte – Schweizer im Himalaja 1939.
Etappen: Raniketh,
Ghat,
Rhani,
Kuari-Pass,
Taboban,
Rhamani-Gletscher,
Dunagiri*, Joshimath, Kosa, Ghauri Parpat* und Rataban*, Joshimath, Bhagat-Kharak-Gletscher,
Badrinath, Chamoli, Ghat,
Ranikhet.
([punktiert] Route Huber).

Bereits 1934 nahm die Schweiz an einer internationalen Himalaya-Expedition teil, die von Vertretern mehrerer Nationen durchgeführt wurde, darunter sechs Schweizer Alpinisten. Ein Initiativkomitee zur Gründung einer Stiftung für alpine Auslandsexpeditionen konnte anschliessend die notwendigen finanziellen Mittel aufbringen, um im Frühjahr 1939 eine erste Schweizer Expedition in den Garhwal-Himalaya zu entsenden.
Huber, damals ein junger Absolvent der Eidgenössischen Technischen Hochschule in Zürich, begleitete die von André Roch geleitete Schweizer Himalaya-Expedition, an der die Bergführer Fritz Steuri und David Zogg beteiligt waren. Sein Hauptauftrag bestand darin, Vermessungsarbeiten am Rataban- und Kosa-Gletscher in Garhwal
durchzuführen.
Die Expeditionsteilnehmer verabschiedeten sich am 9. Mai 1939 in Zürich und gelangten mit dem Linienschiff Conte Verde von Venedig via den Suezkanal am 21. Mai nach Bombay.
In Dehradun orientierte er sich, zusammen mit André Roch, beim Survey of India über die indischen Vermessungsarbeiten.
Am 19. Juni wurde das Basislager am Dunagiri erreicht.

## Vermessungsarbeiten
Huber führte die Vermessungsarbeiten weitgehend unabhängig von den anderen Expeditionsteilnehmern durch. Er begann seine räumliche Bildvermessung im Hathi-Parbat-Massiv. Am 4. Juli startete er mit einem Sherpa und fünf Kulis, um die Vermessungsarbeiten in Angriff zu nehmen. In Lata traf er den Transportoffizier der britischen Regierung in Indien, Ghabar Singh.
Am 7. Juli erreichte er Kosa
und errichtete dort ein Depot.
Trotz schwierigen Wetterbedingungen und logistischen Herausforderungen konnte Huber mehrere photogrammetrische Stationen in Höhen von 4900 m bis 5600 m einrichten und das Rataban-Tal vermessen. Er errichtete ein Basislager und nutzte günstige Wetterbedingungen für seine Arbeit.
Er mass die Fliessgeschwindigkeit des Gletschereises und dokumentierte den Abbruch des Eises.
Er erkundete auch eine Route zum Ratabangipfel und nutzte Nebeltage für einen Besteigungsversuch.
Während der zwei Monate eigentlicher Aufnahmetätigkeit konnten 15 Stationen bezogen werden. Damit wurde ein Gebiet von 150 km² photogrammetrisch erfasst. Die Ausrüstung bestand in einem Wild-Phototheodoliten. Von den mitgenommenen zweihundert Photoplatten wurden hundertdreissig gebraucht. Die Belichtungszeit für Fernaufnahmen betrug 3⁄4 Sekunden. Bei maximalen Aufnahmedistanzen von 25 km betrugen die Basislängen 1,2 bis 1,5 km.

## Erstbesteigung des Rataban
Am 27. Juli unternahm Ernst Huber zusammen mit Angdava und Murkulio einen Besteigungsversuch des Rataban.
Sie errichteten auf festem Fels in circa 5500 m Höhe ein kleines Hochlager. Am Morgen erreichten sie einen 5800 m hohen, vorgelagerten Punkt. Ein exponierter Gratturm und ein kleiner, steiler Eisabbruch trennten diesen Punkt von den Gipfelhängen. Sherpa Angdava erlitt jedoch einen Weinkrampf, was den Rückzug erzwang. Nach Abschluss seiner Vermessungsarbeiten am 3. August führte der zweite Besteigungsversuch am 7. August über die Südwestflanke mit Nima und Murkulio
zum Erfolg. Trotz Neuschnee und anfänglichen Schwierigkeiten erreichten sie um 14 Uhr alle Schwierigkeiten hinter sich lassend den Gipfel des Rataban.

## Abbruch der Expedition
Die Expedition endete abrupt aufgrund der Nachricht vom Kriegsausbruch in Europa.
Am 16. September erhielt Huber durch einen Boten den Brief André Rochs mit der Aufforderung: «Sofort mit dem Boten nach Badrinath zurückkommen, in Europa Krieg ausgebrochen! Grosses Lawinenunglück, zwei Träger tot!» Da gab es kein Zögern mehr. Huber liess sich in Begleitung des Sherpa Nima vom Boten auf dem kürzesten Weg nach Badrinath führen und traf dort am Abend des 17. September mit seinen Kameraden zusammen. Sämtliche weiteren Pläne mussten begraben werden, galt es doch, so schnell als möglich den Rückmarsch nach Ranikhet zu absolvieren.
Von Bombay kehrten sie dann mit dem italienischen Dampfer Biancamano nach Genua zurück. Während André Roch von Mailand nach Genf zurückkehrte. trafen Ernst Huber, Fritz Steuri und David Zogg am 22. Oktober 1939 in Zürich ein.

## Kartographische und photogrammetrische Arbeit
Die Ergebnisse seiner Vermessungsarbeit flossen in die Karte des Kosa- und Rataban-Gletschers im Massstab 1:50'000
ein, die dem 1941 erschienenen Expeditionsbericht beigefügt wurde. Die vorhergehende Auswertung erfolgte unter Leitung von Max Zeller durch die Schweizerische Luftvermessungs AG
(Swiss aerial survey Limited) im Massstab 1:25'000 (Äquidistanz der Höhenkurven 50 m) mit dem Wild-Autographen A 5. Von den 15 Stationen wurden 8 am Stereoautographen rückwärts eingeschnitten. Als Ursprung des Kartenkoordinatensystems bestimmte er den Punkt bei 30° 40' nördlicher Breite und 79° 50' östlicher Länge.

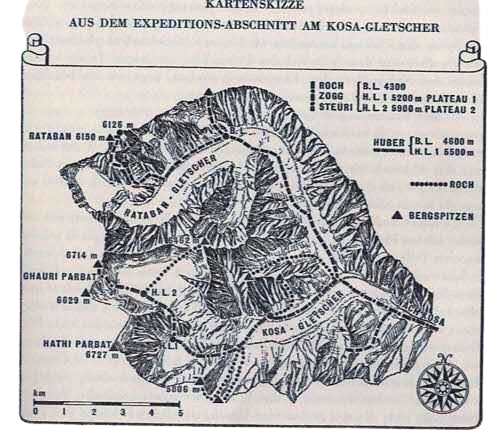
Kartenskizze des Expeditions-Abschnitts am Kosa-Gletscher

Für seine Karten des Garhwal-Himalayas verwendete Huber die Bonnesche Projektion, eine spezielle Art der Kartenprojektion aus dem 18. Jahrhundert, die flächentreu ist (das heisst, die Flächen auf der Karte entsprechen den tatsächlichen Flächen auf der Erde). Als geodätische Grundlage ermöglichte sie die präzise Integration von Stereoaufnahmen und englischen Vermessungsdaten. Ihre längentreuen Eigenschaften entlang des Mittelmeridians vereinfachten die Geländedarstellung im stark reliefierten Gebiet. Hubers Arbeit steht in der Tradition schweizerischer Kartografie, kombiniert mit moderner Photogrammetrie.
Die von Huber nach Kartengrundlagen des Survey of India bearbeiteten Karten Garhwal Himalaya-Ost
und Garhwal Himalaya-West
im Massstab von jeweils 1:150'000 wurden anfangs durch die 1929 gegründete Firma E[rnest] Collioud & Co.
in Bern reproduziert und erschienen erstmals 1950 bei der Schweizerischen Stiftung für Alpine Forschung (SSAF).
Neuausgaben erfolgten von der Karte Garhwal-Himalaya-Ost 1955, 1978 und 1992 und von der Karte Garhwal Himalaya West 1985 und 1997. Sicherheitsbedenken führten dazu, dass die Karten 1959 aus dem Handel gezogen wurden,
da sie strategisch relevante topografische Informationen enthielten. Diese standen im Zusammenhang mit Spannungen, die 1962 zum Indisch-Chinesischen Grenzkrieg führten.

### Karten zur Expedition
Das Buch Schweizer im Himalaja 1939 enthält zwei Expeditionskarten: eine Expeditionskarte mit den Etappen Raniketh, Ghat, Rhani, Kuari-Pass, Taboban, Rhamani Gletscher, Dunagiri*, Joshimath, Kosa, Ghauri Parpat* und Rataban*, Joshimath, Bhagat-Kharak-Gletscher, Badrinath, Chamoli, Ghat, Ranikhet (Route Huber [punktiert …]). Zudem noch eine Kartenskizze des Expeditions-Abschnitts Hubers am Kosa-Gletscher.

### Weiterer Lebenslauf
Nach seiner Rückkehr aus dem Himalaya rückte Huber als Füsilier zu seiner Einheit, einer Füsilierkompagnie, in den Aktivdienst ein, den er als Unteroffizier und später als Infanterieleutnant absolvierte. 1940 hielt er an der Hauptversammlung der Schweizerischen Gesellschaft für Photogrammetrie in Bern einen Vortrag zur Schweizerischen Himalaya-Expedition und wurde dort als Assistent der ETH Zürich vorgestellt.
Vom 23. Februar bis 31. Dezember 1942 war Huber als Aushilfsangestellter bei der Schweizerischen Landestopographie tätig und wurde anschliessend als Ingenieur fest angestellt.

### Dienstverweigerung
Am 19. September 1943 kündigte Huber telefonisch von Walenstadtberg aus seinem Sektionschef Heinrich Egolf mit sofortiger Wirkung seinen Anstellungsvertrag. Auf Nachfrage erklärte er, dass er bereits durch militärische Dienstverweigerung – per Brief direkt an den Kommandanten der 6. Division – seine Ehre verloren habe und daher auch beruflich konsequent einen Schlussstrich ziehen müsse.
Als Grundlage nannte er „das Unrecht des Tötens“ und erklärte, fortan ausschliesslich „die Zehn Gebote der Bibel als Richtschnur“ anzuerkennen. Am folgenden Tag traf sich Egolf mit Huber zu einem persönlichen Gespräch im Hotel Stauffacher
in Walenstadtberg.
Ende November 1943
schied Huber aufgrund einer veränderten Lebenanschaung
aus dem Bundesamt für Landestopographie aus.
Von September 1943 bis Mai 1944 arbeitete er als landwirtschaftlicher Arbeiter auf dem Walenstadtberg.
Im Winter 1944/45 war er als Hilfslehrer an der Gewerbeschule in Zürich tätig und im Sommer 1945 als Geometer in der Waldvermessung.

## Rückkehr zum Beruf
Die Erkenntnis, dass ein vollständiger Ausstieg aus dem erlernten Beruf nicht zielführend wäre, führten zu zwei Jahre Geometerpraxis in Belp und zum anschliessenden Erwerb des eidgenössischen Geometerpatents.

## Berufliche Selbständigkeit und Engagement
Am 1. April 1948 gründete er in Riedappel (Küssnacht)
ein eigenes Vermessungsbüro, das später zu einem Ingenieurbüro ausgebaut wurde.
1955 übernahm Huber das Amt des Präsidenten der Sektion Waldstätte-Zug des Schweizerischen Vereins für Vermessungswesen und Kulturtechnik (SVVK).
1964 wurde er als Protokollführer und Mitglied des Zentralvorstands des SVVK genannt.
Spätestens 1986 erscheint er in der Fachzeitschrift Vermessung, Photogrammetrie, Kulturtechnik : VPK
als Ersatzmann der Standeskommission und wurde 1996 für eine vierjährige Amtszeit wiedergewählt.

## Leitung von Projekten
Die Gesamtmelioration «Fänn-Allmig»

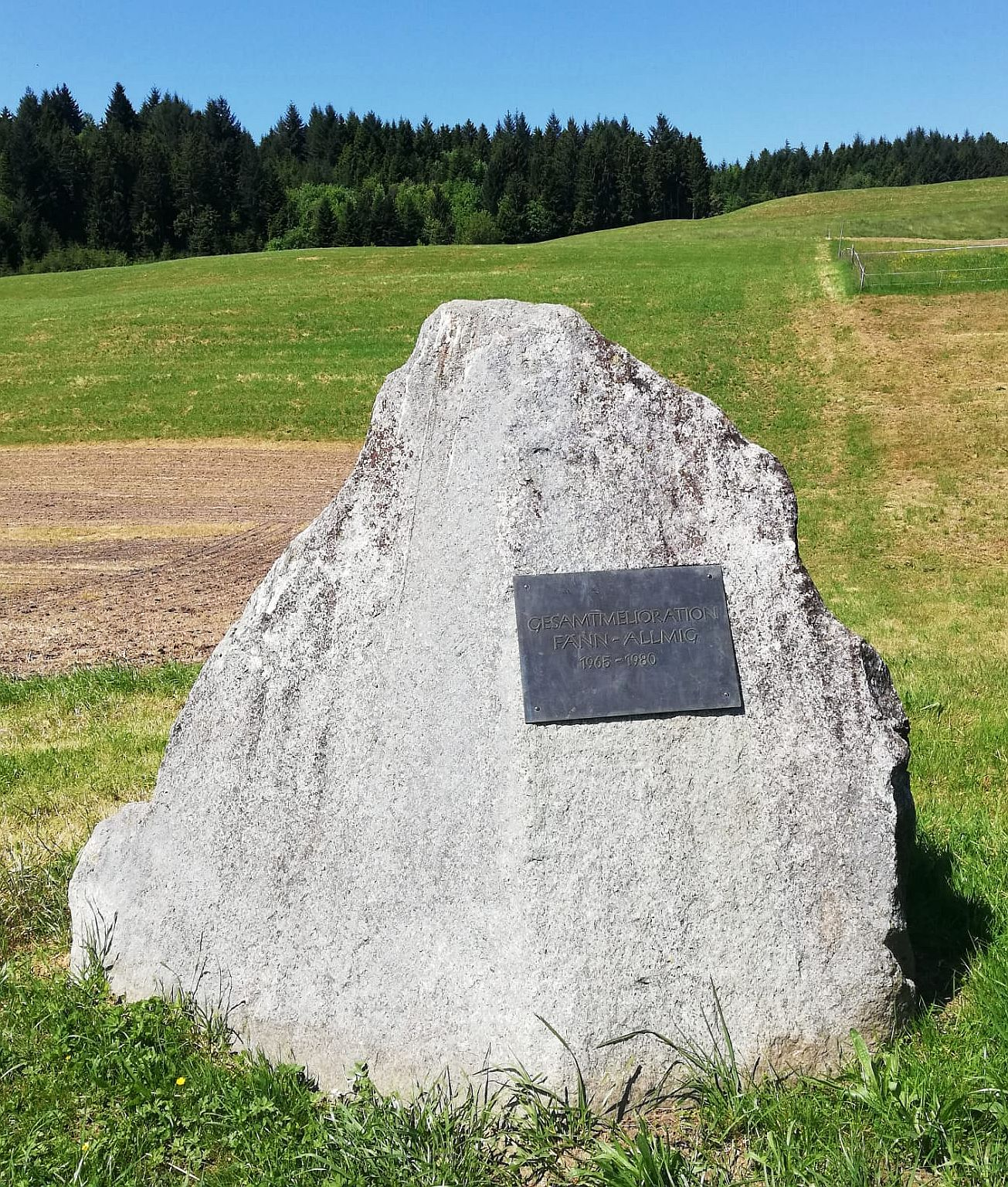
Gedenkstein mit Gedenktafel Gesamtmelioration Fänn-Allmig 1965–1980 in Küssnacht a. Rigi

prägte Hubers Wirken im Bezirk Küssnacht. Zwischen 1965 und 1980 leitete er dieses Grossprojekt, das umfangreiche Güterstrassenbauten und eine Flächenzusammenlegung beinhaltete.

## Unternehmerische Tätigkeit
1980 gründete er zusammen mit Hans-Peter Staffelbach
und Felix Höhn die HSH Ingenieur AG in Weggis. Anfang 1985 schied er aus dem Verwaltungsrat aus; neu kam Ulrich Klausener hinzu, woraufhin das Unternehmen unter dem Namen HSK Ingenieur AG weitergeführt wurde.

## Engagement und Freizeit
Mit 22 Jahren trat Huber dem Schweizer Alpen-Club bei,
dem er bis zu seinem Lebensende verbunden blieb. In der Ortsgruppe Rigi
war er einige Jahre als Tourenleiter aktiv und unternahm zahlreiche Berg-, Kletter- und Skitouren.
Zudem engagierte er sich während 15 Jahren in der Ortsplanungskommission von Küssnacht und in der Männerriege
des STV Küssnacht, wo er zwei längere Perioden als Riegenleiter tätig und später für zehn Jahre Präsident war.

## Letzte Lebensjahre und Vermächtnis

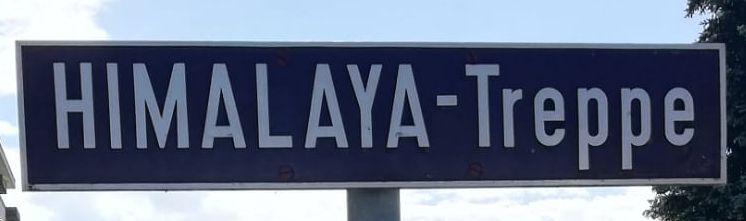
Strassenschild Himalaya-Treppe, der Verbindungstreppe zwischen Sagiweg und Honeggquartier in Küssnacht a. Rigi

Ende 1984, im Alter von 68 Jahren, zog sich Huber endgültig aus dem Berufsleben zurück
und widmete sich fortan seiner Familie sowie Freizeitaktivitäten wie Schach und Wandern. Huber wohnte am Sagiweg 9 in Küssnacht. Auf Vorschlag der Firma Vanoli erhielt die Verbindungstreppe zwischen Sagiweg und Honeggquartier
den Namen «Himalaya-Treppe».
Solange es ihm möglich war, nutzte Huber die 128 Stufen der Treppe regelmässig bei seinen Spaziergängen.
Am 4. Februar 2003 verstarb Ernst Huber in Küssnacht.

## Veröffentlichungen
- Aconcagua (Kartenskizze). In: Berge der Welt, Band 7. 1952.[119]
- Garhwal Himalaya-Ost. Karte. 1950. Weitere Ausgaben: 1955, 1978, 1992.
- Garhwal Himalaya-West. Karte 1950. Weitere Ausgaben: 1985, 1997.
- Carte du Basin de Kosa, relevée par Ernst Huber en 1939. In: André Roch. Garhwal Himalaya – Expédition Suisse 1939. 1947.[120]
- Die photogrammetrischen Aufnahmen der schweizerischen Himalaya-Expedition 1939. In: Die Alpen 7,1941, 8. S. 282–292.[63] Mit Kartenbeilage Kosa- und Rataban-Gletschers im Massstab 1:50 000.[121][122]
- [Tagebuchauszüge]. In: Fremde Berge – Ferne Ziele. Das Werk schweizerischer Forscher und Bergsteiger im Ausland. (= Berge der Welt. Bd. 3). 1948. S. 226–233.[123][124]
- Die photogrammetrischen Aufnahmen der schweizerischen Himalaja-Expedition 1939. [Sonderdruck]. Bern: gedruckt bei Staempfli. 1941.
- Vortrag mit Lichtbildern über die photogrammetrischen Aufnahmen anläßlich der Schweiz. Himalaja-Expedition 1939. In: Schweizerische Zeitschrift für Vermessungswesen und Kulturtechnik. 38, 1940, 9. S. 198–199.[52]

## Archive
- Bern: Stadtarchiv: Niederlassungs- und Aufenthaltsbewilligung 1942,[142] Einwohnerkontrolle.[143]
- Bern: Schweizerisches Bundesarchiv (BAR): Huber Ernst (von Frauenfeld), Ingenieur (Dossier),[144] Errichtung einer Zentralstelle bei der L+T für Erhebung und Schreibweise von Lokal- und Flurnamen der eidg. Plan- und Kartenwerke (EZKN).[145]
- Schwyz: Staatsarchiv des Kantons Schwyz: Grundbuchpläne der Gemeinden Arth 1950–1951,[146] Küssnacht,[147] ([148][149][150][151][152][153][154] (usw.)), Lauerz,[155] Steinen,[156] Steinerberg.[157]
- Zürich: Hochschularchiv der ETH: Matrikel der ETH.[20] Schweizerische Stiftung für Alpine Forschung SSAF: Expedition Garhwal-Himalaya 1939: Sammeldossier (Dossier).[158] Tagebücher der Expeditionsteilnehmer Ernst Huber und Fritz Steuri.[124]